# The Price is Right (programa estadounidense de 1956)
Este artículo se refiere a la primera versión del actual programa de concursos estadounidense. Para la versión actual del programa, presentado por Drew Carey, sírvase ver The Price is Right (programa estadounidense).
La versión original de The Price is Right (en español: El precio justo) era un programa de televisión estadounidense en el cual los concursantes ganaban premios al entregar el valor más cercano al precio real de varios productos y objetos. Además, fue uno de los primeros programas de televisión en ser emitidos regularmente en color.
Esta primera versión, presentada por Bill Cullen, se emitió desde 1956 hasta 1963 en NBC y desde 1963 hasta 1965 en ABC. Estas versiones se emitieron en horario diurno y horario prime (este último entre 1957 y 1964). Fue el precursor de la versión actual del programa, la cual se ha emitido en CBS desde 1972, con Bob Barker como anfitrión desde 1972 hasta 2007 y Drew Carey como el nuevo presentador desde 2007.
Bill Cullen fue el anfitrión de las versiones diurna y nocturna del programa. Durante dos temporadas (1959-1961), la versión nocturna del programa estuvo octavo en las mediciones de audiencia de la empresa Nielsen, haciendo de este el programa de concursos más visto en la televisión de aquella época. Los críticos señalan que la personalidad de Cullen fue la clave del éxito del concurso.

## Método del juego
En la versión original de The Price Is Right, cuatro concursantes (uno era el campeón que retornaba, mientras que los otros tres eran escogidos desde el público en el estudio) trataban de adivinar el precio de varios productos en un formato similar al de las subastas.
Un premio era presentado a los concursantes para que apostaran el precio real. Después de que se especificaba un precio mínimo, los participantes daban un valor para el producto, uno a la vez; a menudo, cada apuesta sucesiva era más alta que la anterior. En el momento en que alguno de los concursantes pensaba que su apuesta estaba lo más cercana al precio real para poder ganar, este podía "congelar" (y por lo tanto, no podía seguir entregando nuevas apuestas). Una regla que se agregó posteriormente al inicio del programa permitía que los concursantes, solo en la primera ronda de apuestas, pudieran dar un precio menor que el de las otras apuestas, pero con ello quedaban automáticamente "congelados".
El proceso de apuesta continuaba hasta que ocurría una de las dos situaciones siguientes:
- Sonaba un timbre que señalaba el fin del tiempo. Cada concursante que no hubiera congelado su apuesta podía hacer una apuesta final.
- Al menos tres de los participantes había congelado su apuesta. El cuarto concursante podía realizar una apuesta final, a menos de que ya tuviera la apuesta más alta.

Después de aquello, Cullen leía el precio real de venta del producto; el concursante que tuviera la apuesta más cercana sin pasarse del precio real ganaba el premio. Si todos se pasaban del precio, no ganaban el producto; sin embargo, Cullen a veces "eliminaba" las apuestas y les pedía a los participantes que entregaran una apuesta menor (Una "sobre-apuesta grupal" en la versión actual de la CBS resulta en una re-apuesta hasta que haya un ganador).
A menudo, sonaba una campana después de que el ganador fuera revelado, indicando un premio adicional. Mientras que la mayoría de las veces esto indicaba solo un premio adicional, a veces indicaba un juego adicional (por ejemplo, un juego de adivinar melodías). Este concepto posteriormente evolucionó en los actuales juegos de precios que se realizan en la versión actual de The Price Is Right.
Luego de un cierto número de rondas (cuatro en la versión nocturna, seis en la versión diurna), el concursante que haya acumulado el mayor valor en dinero y premios era el campeón que retornaba al programa siguiente. La versión actual de CBS posee seis rondas de apuestas desde 1975, cuando se emitieron los primeros episodios de una hora de duración; y una nueva regla fue implementada en 2007, permitiendo a todos los ex-concursantes que vuelvan a participar en el programa después de un mínimo de diez años desde su primera aparición.

### Concursos para los televidentes
Frecuentemente, The Price is Right ofrecía a los televidentes un "Showcase" (en español: vitrina), un conjunto de premios que podían ganar los televidentes al enviar por correo sus apuestas. El televidente que se acercara más al precio real de venta del premio ganaba el conjunto completo, pero a menudo uno de los objetos era hecho a mano por lo que la audiencia no podía conocer el precio exacto de todos los productos. A menudo, los concursantes tenían bastante precisión en sus apuestas, con márgenes de error incluso cercanos al centavo de dólar.
Este concurso se mantiene en la versión actual de la CBS, así como la frase del narrador, "This Showcase can be yours if the price is right" (en español: "Este premio puede ser suyo si es el precio justo").

### Premios
A pesar de que la mayoría de los premios ofrecidos en la primera versión de The Price is Right eran productos normales, comunes y corrientes (por ejemplo, muebles, equipos electrónicos, pieles, viajes y automóviles), hubo varias instancias en que se ofrecieron productos extravagantes. Esto se dio principalmente en la versión nocturna, la cual poseía un presupuesto más alto para premios.
Algunos ejemplos de esta situación son:
- Un Rolls-Royce de 1926 con chofer
- Una rueda de la fortuna, típica de los parques de diversiones
- Acciones bursátiles en empresas
- Una isla en St. Lawrence

A veces se ofrecían grandes cantidades de comida, como por ejemplo una milla de perros calientes junto con panes y suficientes condimentos.
Algunos otros ejemplos de premios adicionales considerados extravagantes o "excepcionalmente únicos" son:
- Junto a un televisor en color, un pavo real vivo (representando el logotipo de la NBC)
- Junto a un equipo de barbacoa y sus accesorios, un buey Angus vivo
- Junto a un grupo de elementos para realizar una fiesta, el grupo Woody Herman & His Orchestra
- Junto a un abrigo de armiño valorado en US$ 29,95, un abrigo valorado en US$23.000

A inicios de los años 60, el dinamismo de la economía estadounidense era tal que la versión nocturna del programa llegó a ofrecer casas nuevas (a veces amobladas completamente) como premio.
En algunos casos, los premios extravagantes eran solamente para hacer show en el programa; por ejemplo, los concursantes debían apostar el precio original de venta de un automóvil de los años 20, y sin embargo recibían un modelo más contemporáneo.

### Versión de ABC de 1963
Cuando el programa se mudó a la ABC en 1963, participaban tres concursantes del estudio (incluido el campeón que retornaba). El cuarto puesto era llenado con una celebridad invitada. Si la celebridad era el ganador del día, el concursante que tuviera la mayor ganancia era considerado campeón.
Además, cuando se cambió de cadena, también se cambió de narrador. Dado que Don Pardo estaba en el equipo de NBC y quiso mantenerse en dicha cadena, renunció al programa y Johnny Gilber se convirtió en el nuevo narrador.
Cuando el programa se cambió a la ABC, varias afiliadas a la CBS tomaron una afiliación secundaria de la ABC para emitir The Price os Right (especialmente en las ciudades donde no existían afiliadas de tiempo completo a la ABC), en parte debido a los altos índices de audiencia con que gozaba en el horario diurno.
Goodson-Todman quería que The Price is Right fuera el primer programa de ABC en ser emitido en color (aparte de sus caricaturas), pero la cadena no podía costear la conversión a color de sus equipos en aquella época. Esto significó que el programa debió "retornar" al blanco y negro.

## Historia
The Price Is Right fue creado y producido por Bob Stewart para Mark Goodson-Bill Todman Productions. Stewart ya había creado uno de los programas más exitosos de esta productora, To Tell the Truth, y posteriormente crearía el exitoso concurso Password. Después de 1964, Stewart dejó Password.
En 1959, poco después de que se descubriera el escándalo de los programas de concursos de conocimientos, la mayoría de los programas de este género perdieron popularidad rápidamente. The Price Is Right fue una excepción. Dado que su competencia en el género desapareció. The Price Is Right pasó a ser el programa de concursos más visto en el país, puesto en el que se mantuvo por dos años.
Después del éxito de The Price Is Right, To Tell the Truth, y Password, el productor Stewart dejó Goodson-Todman en 1965. Su primera producción independiente después de The Price Is Right fue Eye Guess, un programa de concursos basado en la vista y la memoria, conducido por Bill Cullen. Posteriormente, Stewart logró el éxito absoluto con el popular concurso The $10,000 Pyramid y sus sucesores, entre otros programas.
El imperio de programas de concurso de Mark Goodson continuó creciendo en los años 70 y 80, comenzando con The New Price Is Right (versión actual del concurso, iniciada en 1972), y continuando con Match Game y su refrito Family Feud, Card Sharks, y otros.

## Momentos memorables
- En uno de los programas, el premio era un viaje al circo. Los productores colocaron un elefante vivo en el frente del circo. La cámara mostró al elefante, que en ese momento estaba defecando. Cullen señaló: "Join us again on Monday when we'll have equal time for the Democratic Party!" (en español: ¡Véannos de nuevo el lunes cuando tendremos el mismo tiempo para el Partido Demócrata!, haciendo alusión al elefante como mascota del Partido Republicano)

- En otro episodio, un elefante era ofrecido como "premio adicional" para un concursante que había ganado un piano de cola (y por lo tanto, el elefante sería fuente de "marfil adicional"). El premio real eran 4.000 dólares, pero el concursante quería llevarse el elefante y persistió en su petición. Posteriormente, al concursante se le cumplió su deseo y se le entregó un elefante vivo proveniente desde Kenia. Este incidente fue parodiado en un episodio de The Simpsons.[1]

- En una ocasión, el marcador de los concursantes (construido por The American Totalizator Company) se rompió. Cuando ocurrió esto, se colocó una pizarra delante de los concursantes. Una de las modelos actuó como "marcadora oficial" para el programa de aquel día.

## Otros datos

### Origen
El programa se originaba desde el Hudson Theater en Nueva York, acondicionado para la televisión. Un año después utilizó el Colonial Theater de la NBC en 66th Street. Para algunos programas se utilizó el Ziegfeld Theater. Cuando el programa se trasladó a la ABC, comenzó a utilizarse el Ritz Theater.
Además de la conducción de The Price is Right y sus apariciones semanales en I've Got A Secret, Bill Cullen también presentaba un programa matutino de radio en WNBC en Nueva York.

### Presentadores sustitutos
Durante los nueve años de emisión, varias personas ubicaron el lugar de Bill Cullen mientras él tomaba vacaciones; nótese que las fechas que aparecen son en las que se conoce que condujo el programa - la siguiente gente pudo haber conducido más veces que las que aparecen en esta lista:

#### NBC
- Sonny Fox (10 de junio de 1957; primer anfitrión sustituto)
- Merv Griffin (28 de julio al 5 de agosto de 1959 en la versión nocturna)[2]
- Jack Narz (Mayo de 1960, durante un mes;[3] hermanastro de Bill Cullen, luego ese mismo año comenzó a presentar Video Village)
- Arlene Francis (1 de febrero de 1961 en la versión nocturna; en ese tiempo era raro que una mujer presentara un programa de concursos)[2]
- Don Pardo (31 de diciembre de 1959 y 28 de diciembre de 1962)

#### ABC
- Robert Q. Lewis (27 de diciembre de 1963 - El mismo Bill Cullen fue la celebridad invitada)
- Johnny Gilbert (fecha desconocida)
- Jack Clark (semana del 12 de marzo de 1965 - Dorothy Lamour fue la celebridad invitada[4]

#### Desconocido
- Sam Levenson
- Bob Kennedy

### Narradores
Durante el tiempo que se emitió en NBC, Don Pardo era el narrador. Sin embargo, en ocasiones en que reemplazó a Cullen en la conducción, los narradores sustitutos fueron Dick Dudley, Vic Roby, y Roger Tuttle.
Después del cambio a ABC, Johnny Gilbert se convirtió en el narrador, siendo uno de sus reemplazantes el narrador de ABC, Ed Jordan.

## Estado de los episodios
A pesar de que The Price Is Right fue el primer programa de concursos emitido regularmente en color en 1957, no se conoce de kinescopios o videocintas en color de las ediciones en horario prime de NBC (ABC no emitió el programa en color). Varias copias monocromáticas se emitieron en el canal Game Show Network entre 1996 y 2000, tras lo cual el contrato para repetir el programa expiró.
Se cree que los episodios en horario diurno fueron destruidos; el Archivo de Cine y Televisión de la Universidad de California en Los Ángeles posee el primer y tercer episodio de la temporada de 1956 entre sus archivos.

### Dominio público
Existen varios episodios que al parecer no forman parte del catálogo en manos de Game Show Network, incluyendo varios episodios diurnos y los últimos tres episodios nocturnos de 1964; estos han sido lanzados en videos caseros, la mayoría de estos con comerciales incluidos.
Otro ejemplo notable de este estándar en un programa nocturno fechado el 28 de agosto de 1964. Sus comerciales fueron removidos, lo que produjo que se vean cortes súbitos y no aparezca el concurso para los televidentes (el cual fue el último que se realizó para los programas nocturnos).
Tres episodios diurnos están disponibles en el sitio web TV4U.com

### Lanzamiento en DVD
Cuatro episodios, incluyendo el final de la versión nocturna en 1964, fueron lanzados en el set de DVD denominado "The Best of The Price is Right" (25 de marzo de 2008); a pesar de que los rumores previos al lanzamiento señalaban que se presentarían dos episodios diurnos (uno de ABC y otro de NBC) y dos nocturnos (uno de ABC y otro de NBC), no se presentó un episodio del bloque diurno de ABC a pesar de que existen episodios de aquella época; un segundo episodio de NBC fue colocado para rellenar.